# Карпінське
Карпінське (рос. Карпинское) — селище Нестеровського району, Калінінградської області Росії. Входить до складу Чистопрудненського сільського поселення.
Населення —  3 особи (2015 рік). 

## Населення
| 2002 | 2010 |
| ---- | ---- |
| 6    | ↘3   |